# 国家会展中心（上海）

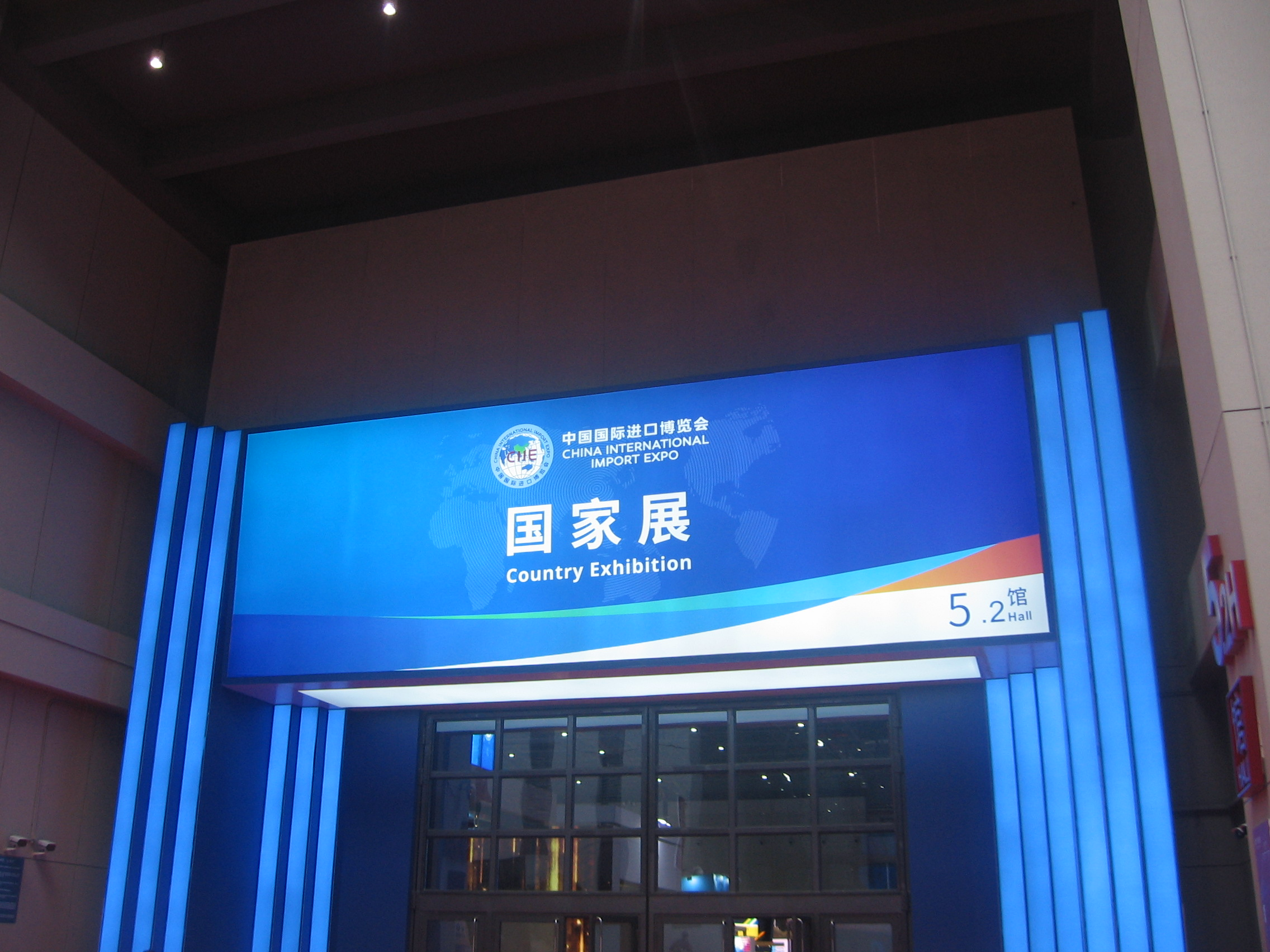
第一届进博会国家馆展区

国家会展中心（上海）位於中華人民共和國上海市虹橋商务区，由中华人民共和国商务部和上海市人民政府联合建设。

## 历史
于2014年12月31日竣工。国家会展中心（上海）总占地面积86万平方米，建筑面积达147万平方米，其中室内展览面积40万平方米，室外展览面积10万平方米，為世界最大的会展中心。由于其建筑造型为四株盛开的叶子，故有“四叶草”的昵称。
建成后，上海车展（2015年起）以及2018年起每年举行的中国国际进口博览会等展会均会在此举办。2019年7月，为聚焦全面提升通关便利化水平，更好为进博会服务，中华人民共和国海关总署决定在國家會展中心设立上海会展中心海关，隶属上海海关。为迎接第二届进博会召开，國家會展中心进行改扩建和空中连廊工程。2022年3月上海市2019冠状病毒病聚集性疫情期间，该院被征用为方舱医院收治患者。

## 交通
2号线与17号线的国家会展中心站位于国家会展中心地下。建设中的13号线也将经过国家会展中心附近。

## 文化活动
- 2014年11月12日-16日-上海时尚生活消费展[8]
- 2015年4月22日-29日-第十六届上海国际汽车工业展览会[8]
- 2015年11月3日-7日-第十七届中国国际工业博览会[8]
- 2016年11月9日-12日-第83届全球展览业协会（UFI）全球年会[8]
- 2017年6月13日-16日-中国国际机床模具展[8]
- 2017年8月30日-1日-上海国际商业年会[8]
- 2017年9月26日-14日-第四十届中国（上海）国际家具博览会[8]
- 2017年9月17日-20日-网络信息安全博览会[8]
- 2017年11月22日-24日-亚洲园艺博览会[8]
- 2018年3月7日-10日-CME中国机床展[8]
- 2018年3月14日-16日-中国国际纺织面料及辅料（春夏）博览会[8]
- 2018年3月14日-16日-中国国际针织（春夏）博览会[8]
- 2018年8月27日-30日-中国国际家用纺织品及辅料（春夏）博览会[8]
- 2018年3月29日-31日-中国国际五金博览会[8]
- 2018年4月11日-14日-中国国际医疗器械（春季）博览会[8]
- 2018年4月11日-14日-中国国际医疗器械设计与制造技术（春季）博览会[8]
- 2018年10月17日-19日-中国国际医药原料药/中间体/包装/设备交易会[8]
- 2018年12月4日-8日-全国药品交易会[8]
- 2019年1月27日-28日-法兰克福文具展[8]
- 2019年2月2日-Perfume-香水WORLD TOUR第四屆“ FUTURE POP”
- 2019年3月23日-24日-Aqours-World Love Live! ASIA TOUR 2019（上海站）
- 2019年6月18日-男孩特區-Thank You & Goodnight Tour
- 2019年6月22日-Aimer-Aimer“soleil et pluie”亞洲巡迴賽
- 2019年8月16日-西城男孩-The Twenty Tour
- 2019年8月24日-AKB48集團-Asia Festival 2019 in Shanghai
- 2020年11月19日-21日-国际工艺品暨文创产品展[8]
- 2023年11月5日-10日-第六届中国进口博览会[8]
- 2019年11月23日-星野源-POP VIRUS World Tour

- 2023年5月14日-17日-第87届中国国际医疗器械（春季）博览会[8]
- 2024年2月28日-APPPEXPO上海国际广印展、CMES华机展、华食展[8]
- 2024年9月21日-MyGO!!!!!-6th LIVE“寻觅到的风景，携手同行”上海追加公演[4]
- 2024年10月6日-Love Live!系列（日语：ラブライブ!シリーズ）-Asia Tour 2024 ～伴你圆梦～（上海站）[9]
- 2025年6月24日-26日-第二十六届健康天然原料、食品配料中国展[8]
- 2025年7月11日-13日-Bilibili World 2025[8]
- 2025年8月13日-15日-第四届EESA储能展[8]